# Khedafi Djelkhir
Khedafi Djelkhir (n. 26 octombrie 1983, Besançon, Franța) este un boxer ce a reprezentat Franța, medaliat olimpic. A participat la 2 ediții ale Jocurilor Olimpice (2004, 2008) în care a câștigat o medalie de argint.